# Tercer gabinete de Abdullah Badawi
El tercer gabinete de Abdullah Ahmad Badawi fue juramentado el 19 de marzo de 2008 tras la ajustada victoria del Barisan Nasional en las elecciones federales de 2008. Fue el primer gabinete desde el primer gabinete de Abdul Razak Hussein (1969-1970) en no contar con el apoyo de dos tercios del Dewan Rakyat, pues en las elecciones el BN perdió dicha mayoría por primera vez desde entonces. El gabinete finalizó con la renuncia de Abdullah el 3 de abril de 2009, precisamente por las fricciones partidarias provocadas por el mal desempeño electoral de la coalición.
Esta es una lista con los miembros del tercer gabinete de Abdullah.

## Composición

### Ministros principales
| Ministerio                                                   | Ocupante                 | Partido       | Partido | Circunscripción          | Inicio                   | Final                    |
| ------------------------------------------------------------ | ------------------------ | ------------- | ------- | ------------------------ | ------------------------ | ------------------------ |
| Primer ministro                                              | Abdullah Ahmad Badawi    |               | UMNO    | Kepala Batas             | 19 de marzo de 2008      | 3 de abril de 2009       |
| Vice primer ministro                                         | Najib Razak              |               | UMNO    | Pekan                    | 19 de marzo de 2008      | 3 de abril de 2009       |
| Ministro del Departamento del Primer Ministro                | Mohamed Nazri Abdul Aziz |               | UMNO    | Padang Rengas            | 19 de marzo de 2008      | 9 de abril de 2009       |
| Ministro del Departamento del Primer Ministro                | Ahmad Zahid Hamidi       | Bagan Datok   | UMNO    |                          | 19 de marzo de 2008      | 9 de abril de 2009       |
| Ministro del Departamento del Primer Ministro                | Amirsham Abdul Aziz      | Senador       | UMNO    |                          | 19 de marzo de 2008      | 9 de abril de 2009       |
| Ministro del Departamento del Primer Ministro                | Zaid Ibrahim             | Senador       | UMNO    | 17 de septiembre de 2008 | 19 de marzo de 2008      |                          |
| Ministro del Departamento del Primer Ministro                | Bernard Giluk Dompok     |               | UPKO    | Penampang                | 19 de marzo de 2008      | 9 de abril de 2009       |
| Ministro de Finanzas                                         | Abdullah Ahmad Badawi    |               | UMNO    | Kepala Batas             | 19 de marzo de 2008      | 23 de septiembre de 2008 |
| Ministro de Finanzas                                         | Nor Mohamed Yakcop       | Tasek Gelugor | UMNO    | 9 de abril de 2008       | 19 de marzo de 2008      |                          |
| Ministro de Finanzas                                         | Najib Razak              | Pekan         | UMNO    | 9 de abril de 2008       | 23 de septiembre de 2008 |                          |
| Ministro de Defensa                                          | Najib Razak              |               | UMNO    | Pekan                    | 19 de marzo de 2008      | 23 de septiembre de 2008 |
| Ministro de Defensa                                          | Abdullah Ahmad Badawi    | Kepala Batas  | UMNO    | 23 de septiembre de 2008 | 9 de abril de 2009       |                          |
| Ministro del Interior                                        | Syed Hamid Albar         |               | UMNO    | Kota Tinggi              | 19 de marzo de 2008      | 9 de abril de 2009       |
| Ministro de Comercio Internacional e Industria               | Muhyiddin Yassin         |               | UMNO    | Pagoh                    | 19 de marzo de 2008      | 9 de abril de 2009       |
| Ministro de Educación                                        | Hishammuddin Hussein     |               | UMNO    | Sembrong                 | 19 de marzo de 2008      | 9 de abril de 2009       |
| Ministro de Recursos Naturales y Medio Ambiente              | Douglas Uggah Embas      |               | PBS     | Betong                   | 19 de marzo de 2008      | 9 de abril de 2009       |
| Ministro de los Territorios Federales                        | Zulhasnan Rafique        |               | UMNO    | Setiawangsa              | 19 de marzo de 2008      | 9 de abril de 2009       |
| Ministro de Transporte                                       | Ong Tee Keat             |               | MCA     | Pandan                   | 19 de marzo de 2008      | 9 de abril de 2009       |
| Ministro de Agricultura e Industria Agroalimentaria          | Mustapa Mohamed          |               | UMNO    | Jeli                     | 19 de marzo de 2008      | 9 de abril de 2009       |
| Ministro de Salud                                            | Liow Tiong Lai           |               | MCA     | Bentong                  | 19 de marzo de 2008      | 9 de abril de 2009       |
| Ministro de Turismo                                          | Azalina Othman Said      |               | UMNO    | Pengerang                | 19 de marzo de 2008      | 9 de abril de 2009       |
| Ministro de Unidad Nacional, Arte, Cultura y Patrimonio      | Shafie Apdal             |               | UMNO    | Semporna                 | 19 de marzo de 2008      | 9 de abril de 2009       |
| Ministro de Vivienda y Gobierno Local                        | Ong Ka Chuan             |               | MCA     | Tanjong Malim            | 19 de marzo de 2008      | 9 de abril de 2009       |
| Ministro de Relaciones Exteriores                            | Rais Yatim               |               | UMNO    | Jelebu                   | 19 de marzo de 2008      | 9 de abril de 2009       |
| Ministro de Educación Superior                               | Mohamed Khaled Nordin    |               | UMNO    | Pasir Gudang             | 19 de marzo de 2008      | 9 de abril de 2009       |
| Ministro de Recursos Humanos                                 | Subramaniam Sathasivam   |               | MIC     | Segamat                  | 19 de marzo de 2008      | 9 de abril de 2009       |
| Ministro de Comercio Interior y Consumismo                   | Shahrir Abdul Samad      |               | UMNO    | Johor Bahru              | 19 de marzo de 2008      | 9 de abril de 2009       |
| Ministro de Desarrollo Empresarial y Cooperativas            | Noh Omar                 |               | UMNO    | Tanjong Karang           | 19 de marzo de 2008      | 9 de abril de 2009       |
| Ministro de Desarrollo Rural y Regional                      | Muhammad Muhammad Taib   |               | UMNO    | Senador                  | 19 de marzo de 2008      | 9 de abril de 2009       |
| Ministro de Obras                                            | Mohd Zin Mohamed         |               | UMNO    | Sepang                   | 19 de marzo de 2008      | 9 de abril de 2009       |
| Ministro de Ciencia, Tecnología e Innovación                 | Maximus Johnity Ongkili  |               | PBS     | Kota Marudu              | 19 de marzo de 2008      | 9 de abril de 2009       |
| Ministro de Energía, Agua y Comunicaciones                   | Shaziman Abu Mansor      |               | UMNO    | Tampin                   | 19 de marzo de 2008      | 9 de abril de 2009       |
| Ministro de Industrias de Plantaciones y Productos Básicos   | Peter Chin Fah Kui       |               | SUPP    | Miri                     | 19 de marzo de 2008      | 9 de abril de 2009       |
| Ministro de la Mujer, la Familia y el Desarrollo Comunitario | Ng Yen Yen               |               | MCA     | Raub                     | 19 de marzo de 2008      | 9 de abril de 2009       |
| Ministro de Juventud y Deportes                              | Ismail Sabri Yaakob      |               | UMNO    | Bera                     | 19 de marzo de 2008      | 9 de abril de 2009       |
| Ministro de Información                                      | Ahmad Shabery Cheek      |               | UMNO    | Kemaman                  | 19 de marzo de 2008      | 9 de abril de 2009       |